# Élections législatives danoises de 1939
Les élections législatives danoises de 1939 ont eu lieu le 3 avril 1939.

## Résultats

### Danemark métropolitain
| Inscrits                                          | Inscrits                 | Inscrits                 | 2 158 530 |             |                       |                       |
| Abstentions                                       | Abstentions              | Abstentions              | 448 974   | 20,8 %      |                       |                       |
| Votants                                           | Votants                  | Votants                  | 1 709 556 | 79,2 %      |                       |                       |
|                                                   |                          |                          |           |             |                       |                       |
| Bulletins enregistrés                             | Bulletins enregistrés    | Bulletins enregistrés    | 1 709 556 |             |                       |                       |
| Bulletins blancs ou nuls                          | Bulletins blancs ou nuls | Bulletins blancs ou nuls | 9 667     | 0,57 %      |                       |                       |
| Suffrages exprimés                                | Suffrages exprimés       | Suffrages exprimés       | 1 699 889 | 99,43 %     | 148 sièges à pourvoir | 148 sièges à pourvoir |
|                                                   |                          |                          |           |             |                       |                       |
| Liste                                             | Tête de liste            |                          | Suffrages | Pourcentage | Sièges acquis         | Var.                  |
| Social-démocratie                                 | Thorvald Stauning        |                          | 729 619   | 42,92 %     | 64 / 148              | 4                     |
| Venstre                                           | Thomas Madsen-Mygdal     |                          | 309 355   | 18,2 %      | 30 / 148              | 2                     |
| Parti populaire conservateur                      | Christmas Møller         |                          | 301 625   | 17,74 %     | 26 / 148              | en stagnation         |
| Parti social-libéral danois                       | Peter Rochegune Munch    |                          | 161 834   | 9,52 %      | 14 / 148              | en stagnation         |
| Parti des fermiers                                | Valdemar Thomsen         |                          | 50 829    | 2,99 %      | 4 / 148               | 1                     |
| Parti communiste du Danemark                      | Aksel Larsen             |                          | 40 893    | 2,41 %      | 3 / 148               | 1                     |
| Parti de la justice                               | Viggo Stracke            |                          | 33 783    | 1,99 %      | 3 / 148               | 1                     |
| Parti national-socialiste des travailleurs danois | Frits Clausen            |                          | 31 032    | 1,83 %      | 3 / 148               | 3                     |
| Parti du Schleswig                                | Jens Møller              |                          | 15 016    | 0,88 %      | 0 / 148               | 1                     |
| Unité danoise                                     | Arne Sørensen            |                          | 8 553     | 0,5 %       | 1 / 148               | n/a                   |
| Autres listes                                     | Néant                    |                          | 17 350    | 1,02 %      | 0 / 148               |                       |